# Martwy żołnierz
Martwy żołnierz – obraz olejny namalowany przez anonimowego malarza włoskiego w XVII wieku, znajdujący się w zbiorach National Gallery w Londynie. 

## Opis
Młody żołnierz leży martwy w jałowym krajobrazie, a niebo wokół niego ciemnieje. Na jego twarzy maluje się śmiertelna bladość, a lewa ręka spoczywa na rękojeści miecza, jakby ją chroniła. Jego koścista, przerośnięta prawa ręka, koloru rozkładającego się ciała, leży wyraźnie na jego klatce piersiowej. Zbroja mężczyzny błyszczy w gasnącym świetle, a jedwabna kokarda zwisa bezwładnie z jego lewego buta.
Kłęb niebieskiego dymu nad głową nie łagodzi poczucia melancholii. Na bezlistnej gałęzi wisi lampa olejna; wiatr wprawił ją w ruch i jej płomień zgasł. Czaszka i kości leżą po lewej stronie, a w pobliżu trupa widoczne są bąbelki zakłócające powierzchnię małego zbiornika wodnego. Bąbelki te wkrótce pękną, nie pozostawiając śladu, a wraz z wygaszonym płomieniem należy je uznać za symbole vanitas, nawiązujące do krótkotrwałości ludzkiego życia i nagłej śmierci.
Ponad sto lat badań technicznych nie rzuciło żadnego rozstrzygającego światła na to, kto namalował to potężne, enigmatyczne dzieło, choć kiedyś przypisywano je hiszpańskiemu malarzowi Diego Velázquezowi. Obecnie obraz uważany jest powszechnie za włoski, a nie hiszpański.
W latach czterdziestych XIX wieku obraz był na rynku sztuki w Paryżu, gdzie prawdopodobnie widział go Édouard Manet, który czerpał inspirację z postaci żołnierza dla własnego obrazu Martwy torreador, znajdującego się w zbiorach National Gallery of Art w Waszyngtonie. To fragment większego dzieła przedstawiającego walkę byków, którą sam Manet pociął po negatywnym przyjęciu na paryskim Salonie w 1864 roku.